# پارتیشن (ترانه بیانسه)
«پارتیشن» (به انگلیسی: Partition) تک‌آهنگی از هنرمند اهل ایالات متحده آمریکا بیانسه است که در ۲۵ فوریه ۲۰۱۴ منتشر شد. این تک‌آهنگ در آلبوم بیانسه (آلبوم) قرار داشت.
این تک‌آهنگ در چارت‌های جزو ده ترانه اول قرار گرفت.